# Ajip Rosidi
Ajip Rosidi (n. 31 ianuarie 1938, Jatiwangi, Majalengka, Java de Vest – d. 29 iulie 2020, Rumah Sakit Tidar, Magelang) a fost un prozator și poet indonezian.

## Opera
- 1955: Anii morții ("Tahun Kemation");
- 1956: În cercul familiei ("Ditengah keluarga");
- 1956: Sărbătoare ("Pesta");
- 1957: O casă pentru bătrânețe ("Sebuah rumah buat haritua");
- 1958: Călătoriile tinerilor căsătoriți ("Perdjalanan penganten");
- 1959: În căutarea unei mărfi ("Tjari muatan");
- 1960: Scrisorile de dragoste ale lui Endaj Raisidin ("Surattjinta Endaj Rasidin");
- 1963: O nouă întâlnire ("Pertemuan kembali").